# Jukka Keskisalo

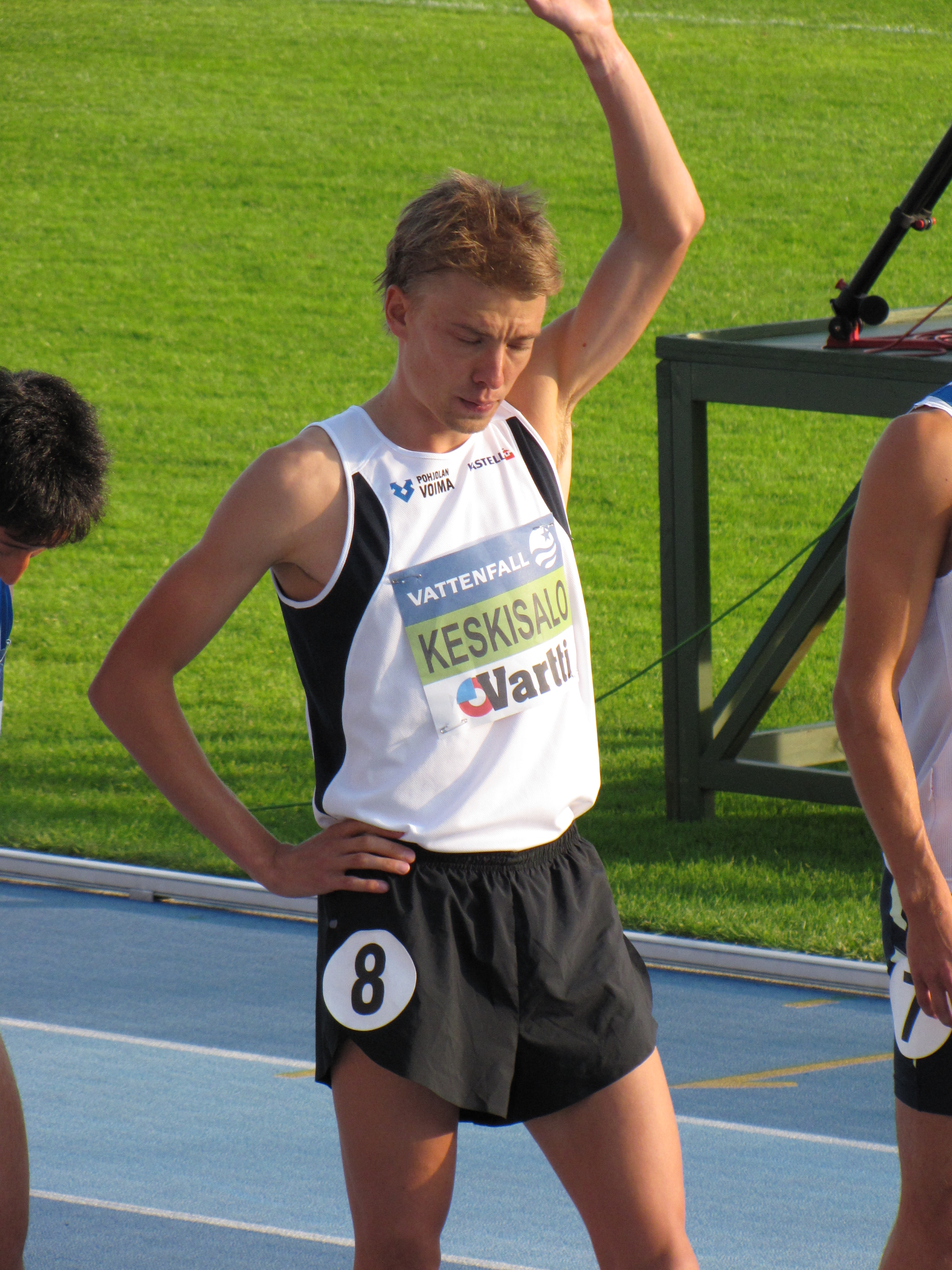
Jukka Keskisalo (2009)

Jukka Pekka Sakari Keskisalo (* 27. März 1981 in Varkaus) ist ein finnischer Leichtathlet, der im Mittel- und Langstreckenlauf erfolgreich ist. Bei den Europameisterschaften 2006 in Göteborg holte er die Goldmedaille im 3000-Meter-Hindernislauf (8:24,89 min). Dabei kam ihm zugute, dass die Konkurrenz den Lauf zu langsam führte, so dass er in einem harten Spurt den Sieg mit einer reichlichen Sekunde Vorsprung erringen konnte.
Bereits 2003 belegte er beim 3000-Meter-Hindernislauf während der Weltmeisterschaften in Paris den 9. Platz. In den danach folgenden zwei Jahren kam er aufgrund von Verletzungen nicht in Form. Bei den Weltmeisterschaften 2009 in Berlin belegte er den 8. Platz.
In Finnland wurde Jukka Keskisalo Landesmeister auf den Strecken 1500 Meter (2003, 2006), im Hindernislauf (2003, 2005, 2006) und im Crosslauf (2003, kurze Strecke).
Jukka Keskisalo ist 1,84 m groß und hat ein Wettkampfgewicht von 66 kg.